# RFCB Sprimont
Royal Football Comblain Banneux Sprimont w skrócie RFCB Sprimont – belgijski klub piłkarski, grający niegdyś w trzeciej lidze belgijskiej, mający siedzibę w mieście Sprimont.

## Historia
Klub został założony 6 lipca 1921 jako Sprimont Sport. W 1953 roku do nazwę klubu zmieniono na Royal Sprimont Sport. W 2002 roku doszło do fuzji klubu z Royal Comblain Sport, w wyniku czego powstał Royal Sprimont Comblain Sport. Z kolei w 2018 roku klub połączył się z Royal Football Club Baneux i zmieniono wówczas nazwę na Royal Football Comblain Banneux Sprimont (RFCB Sprimont). W swojej historii klub spędził 13 sezonów na poziomie trzeciej ligi.

## Stadion
Domowe mecze klub rozgrywa na stadionie o nazwie Stade du Tultay, położonym w mieście Sprimont. Stadion może pomieścić 2300 widzów.

## Reprezentanci kraju grający w klubie
Stan na listopad 2021
| - Christophe Grégoire - Eddy Bembuana Kévé - Aristote Ndongala - Bavon Tshibuabua - Landry Poulangoye | - Dorge Kouemaha - Éric Matoukou - Mustapha Oussalah - Evans Kondogbia - Lorie Badawassi |